# Великий Сувал
Великий Сува́л — гірська вершина у східній частині Великого Кавказу. Знаходиться на півночі Азербайджану.